# Колюмни (герб)
Колю́мни, також Стовпи́ Гедимі́на або Ко́лони Гедимі́на (біл. Калюмны, пол. Słupy Giedymina, лит. Gediminaičių stulpai) — один із найдавніших державних символів Великого князівства Литовського, Руського і Жемайтійського. Використовувались у Великому князівстві Литовському спочатку як особистий знак правителів, державний символ, а пізніше як частина геральдичних знаків провідної аристократії. 
У 1440 році Колони Гедіміна на щиті литовського герба були замінені подвійним хрестом династії Ягеллонів, однак Колони Гедиміна залишились гербом панівної родини. В описах битви під Ґрюнвальдом 1410 року згадується, що деякі полки Великого князівства Литовського мали прапори з білими Стовпами Гедіміна на червоному тлі. 19 квітня 1918 р. Прапор Президента Литви був затверджений прапором з червоно-білим Вітісом на одному боці та Стовпами Гедиміна з іншого. У період між Першою та Другою світовими війнами Литовська Республіка використовувала Колюмни як незначний державний символ, на монетах та військовій техніці. Зараз є елементом герба Сейму Литовської Республіки, зображений на гербі та прапорі Збройних сил Литви.

## Опис
Герб відображається у такому вигляді: Горизонтальна лінія внизу, вертикальні лінії тягнуться вгору з обох кінців. Квадрат посередині горизонтальної лінії приблизно вдвічі вищий за вертикальні лінії. Інша вертикальна лінія підіймається від верхнього центру площі, надаючи загальний вигляд, близький до тризуба. Ця форма зазвичай зустрічається в наш час, часто намальована на стінах і огорожах як протест проти радянської окупації Литви. Колір як правило срібний або золотий на червоному полі.
Примітно, що стародавні дохристиянські символи Литви не дотримувались таких же суворих правил геральдики, як їхні західні колеги. Таким чином, цей символ використовувався золото і срібло, як правило, на польових чайках, і був зображений у різних формах на прапорах, прапорах і щитах.

## Назва
Назву Колони Гедиміна було дано в ХІХ столітті істориком Теодором Нарбуттом, який припускав, що цей герб є відмінним від емблеми Гедиміна. Більш поширена назва символу — Стовпи Гедиміна. У Білорусі  поширена назва Колюмни (біл. Калюмны).

## Історія

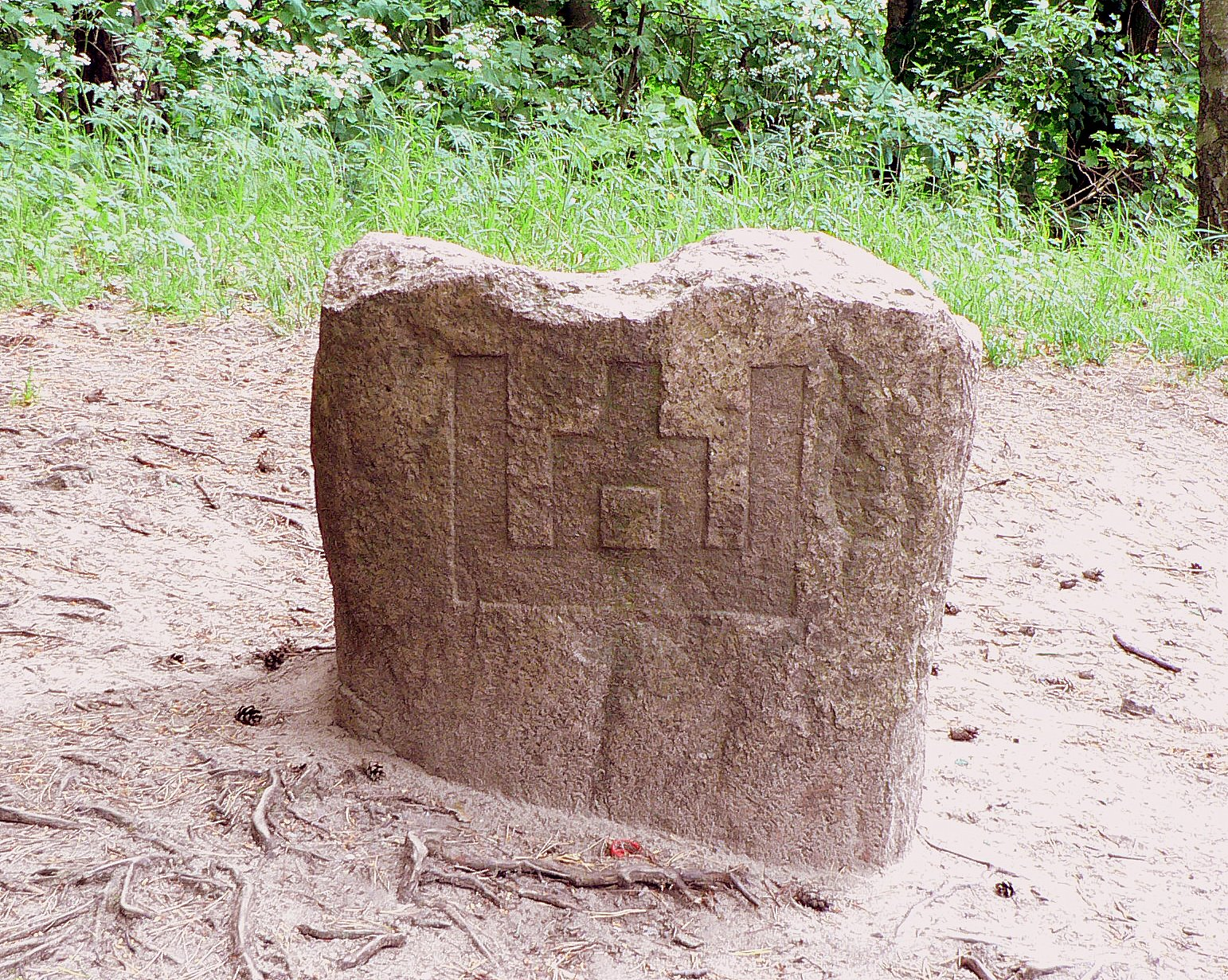
Гравюра Стовпів Гедиміна на камені на пагорбі Рамбинас

Згідно з легендою, створення якої відносять до XVI століття, герб був привезений з собою князем Палемоном з Риму, а після ним користувалися його нащадки — Палемоновичі.
Перші зображення «Стовпів» зустрічаються на монетах після 1386.
Згідно з Яном Длугошем, в Грюнвальдській битві 1410 з 40 литовських хоругов 10 були із зображенням «Колюмн» (сам Длугош їх так не називає, а лише наводить схематичне зображення). Вважається, що ці 10 хоругов були великокняжими, тобто безпосередньо підпорядкованими Вітовту. За його ж словами, цим знаком великий князь литовський Вітовт таврував своїх коней. Колони Гедиміна відображені на лівому рукаві Йогайли на одному з найвідоміших його портретів, написаному Яном Матейком, хоча особистими відзнаками Йогайли був подвійний хрест. Колони Гедиміна залишались у користуванні протягом наступних століть. 
Стовпи Гедиміна стали широко застосовуватися на початку XX століття, коли литовський національний рух набирав силу та популярність. Після створення Литовської Республіки в 1918 році цей символ використовували литовська армія, авіація, державні установи та різні організації. На той час він також був на ордені Великого князя Гедиміна, заснованому в 1928 році, і на медалі Ордена Великого князя Гедиміна, створеному в 1930 році
15 червня 1940 року, після окупації Литовської Республіки Радянським Союзом, усі попередні литовські державні символи були заборонені, включаючи Стовпи Гедиміна. У 1944–1953 роках литовські партизани прикрашали свою зброю та умундирування Стовпами Гедиміна. У 1988 році під час Співочої Революції стовпи Гедиміна стали частиною емблеми Саюдіс, розробленої художником Гедріусом Реймерісом, руху реформ. Колони Гедиміна фігурують у нагородженні Президентом Литви Орденом Великого князя Литовського Гедиміна, встановленому в 1928 році. Офіційний логотип EuroBasket 2011, що проходив у Литві, складається з колон, накладених на баскетбольну дошку.
Через високу схожість з родовими знаками Рюриковичів та Колюмнами, їх іноді виводять з цих знаків.
Зараз Колони Гедиміна відображаються на гербах Збройних сил Литви, Сухопутних військ, Повітряних сил, Військово-морських сил, Військової поліції та Добровольчих сил національної оборони.

## У масовій культурі
У міжвоєнний період уряд Литви організувало конкурс, у якому різні художники повинні були намалювати найкрасивішу символічну колоду карт. Колюмни були серед переможців. Картки виготовлені вручну невідомим литовським художником в 1930 році. На них зображені предмети в національних костюмах. Королями були великі князі Литовські. Хоча про карти відомо небагато, швидше за все, головним був Гедімін, а червою був Кейстут, син останнього.

## Галерея

Реконструкція прапора Вітольда з Ґрюнвальдської битви, 1410 р
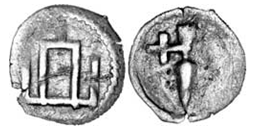
Монета великого князя литовського Вітовта, після 1397 року
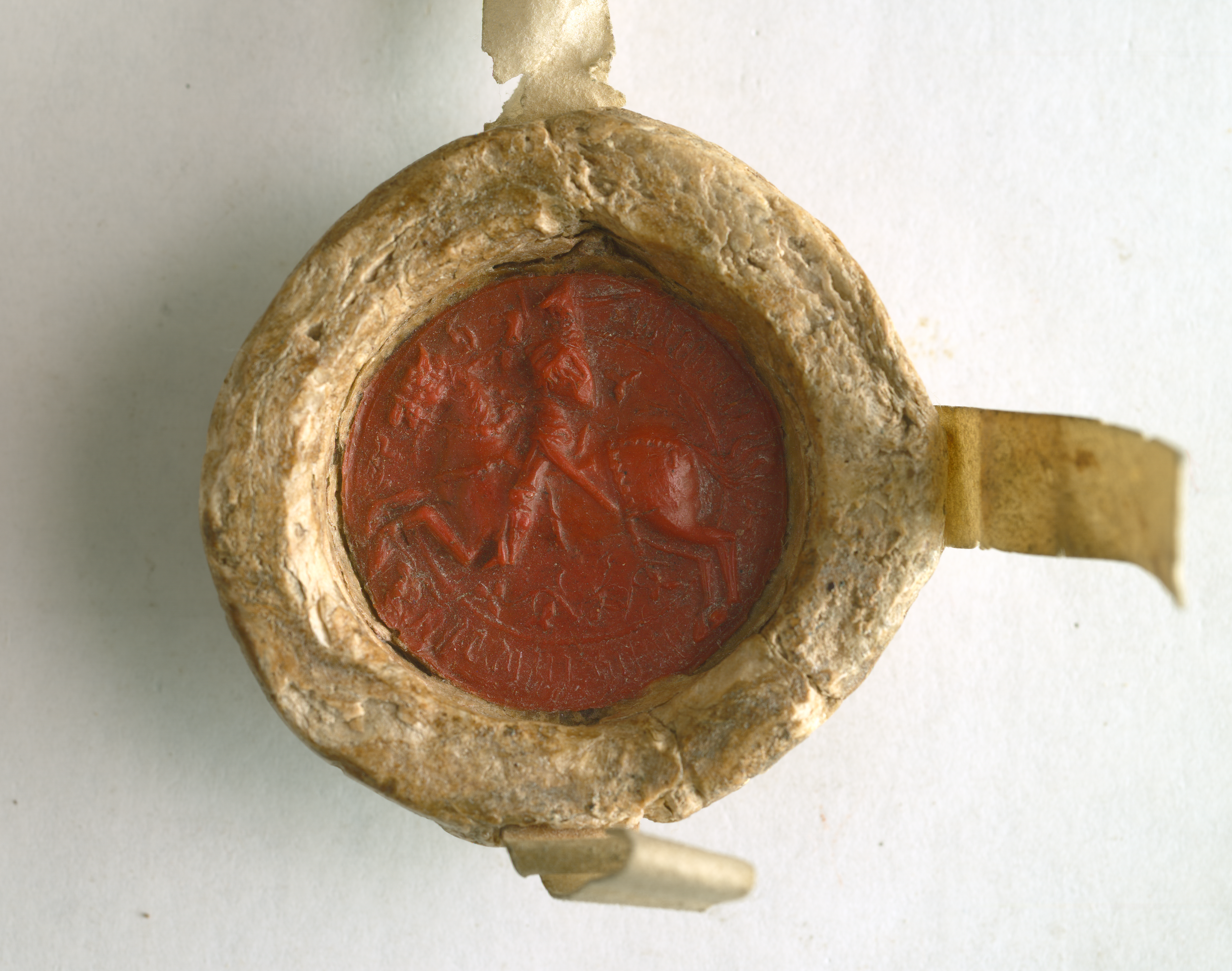
Кінська печатка великого князя литовського Вітовта, 1404 рік
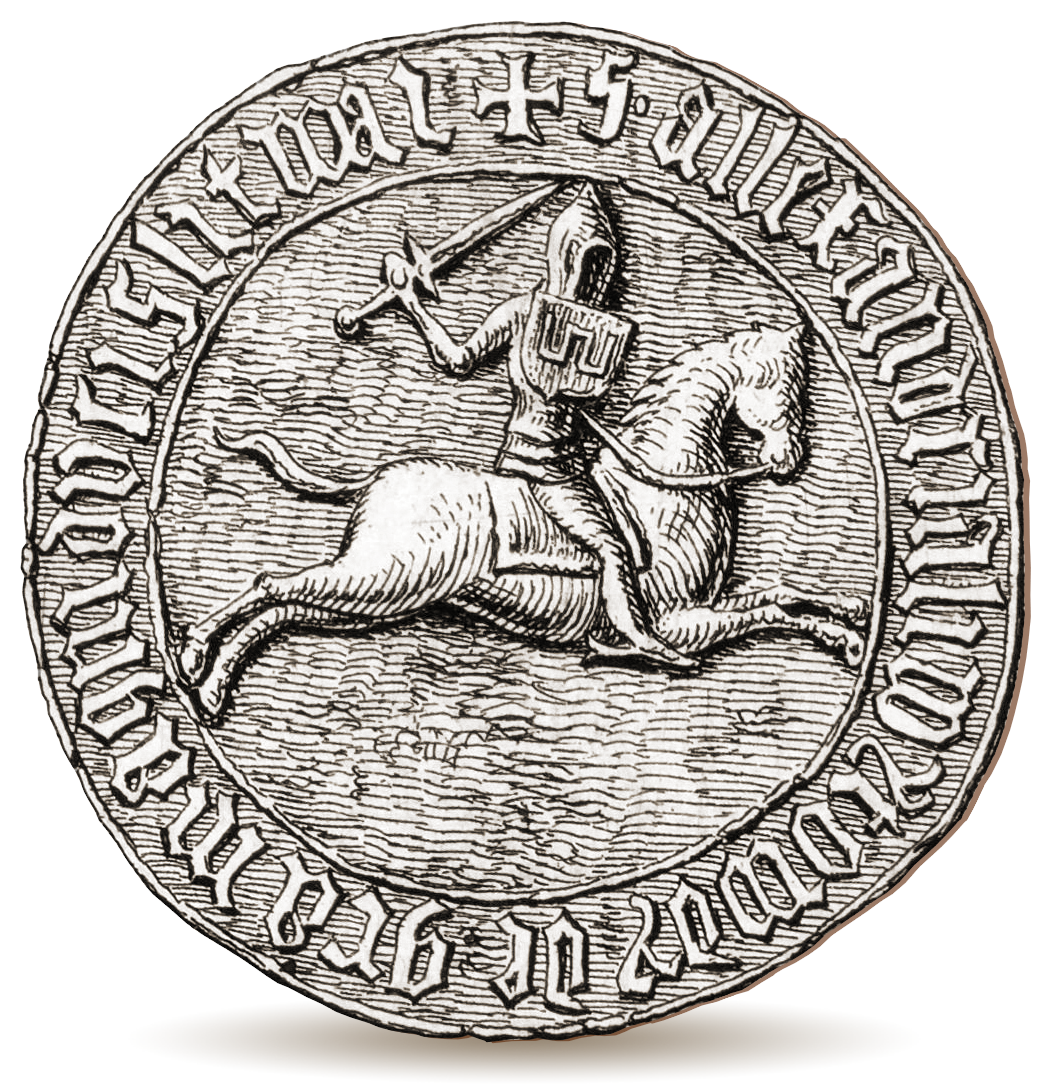
Печатка Вітольда, 1418 рік
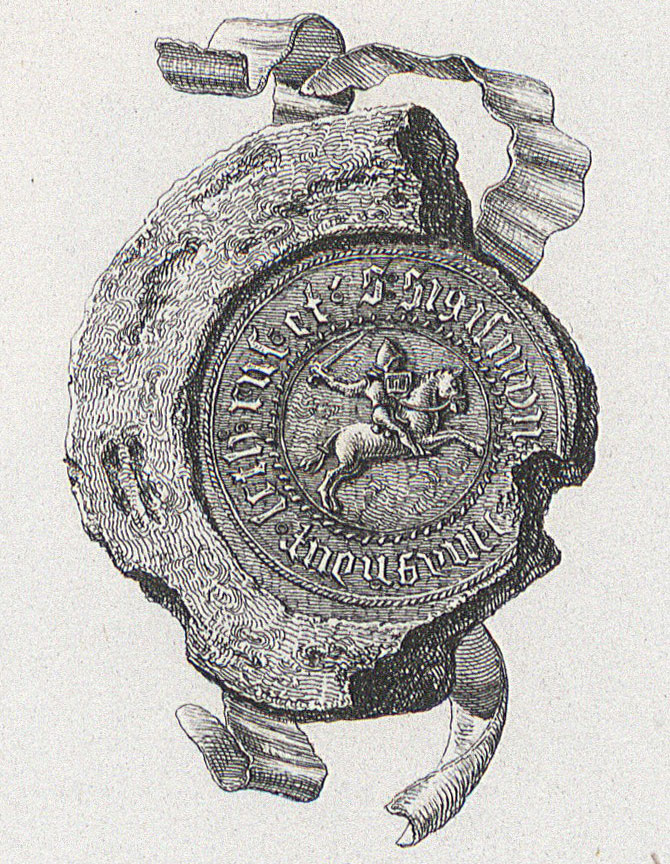
Колюмни на печатці великого князя Зигмунта Кейстутовича, близько 1432-1440 рр.
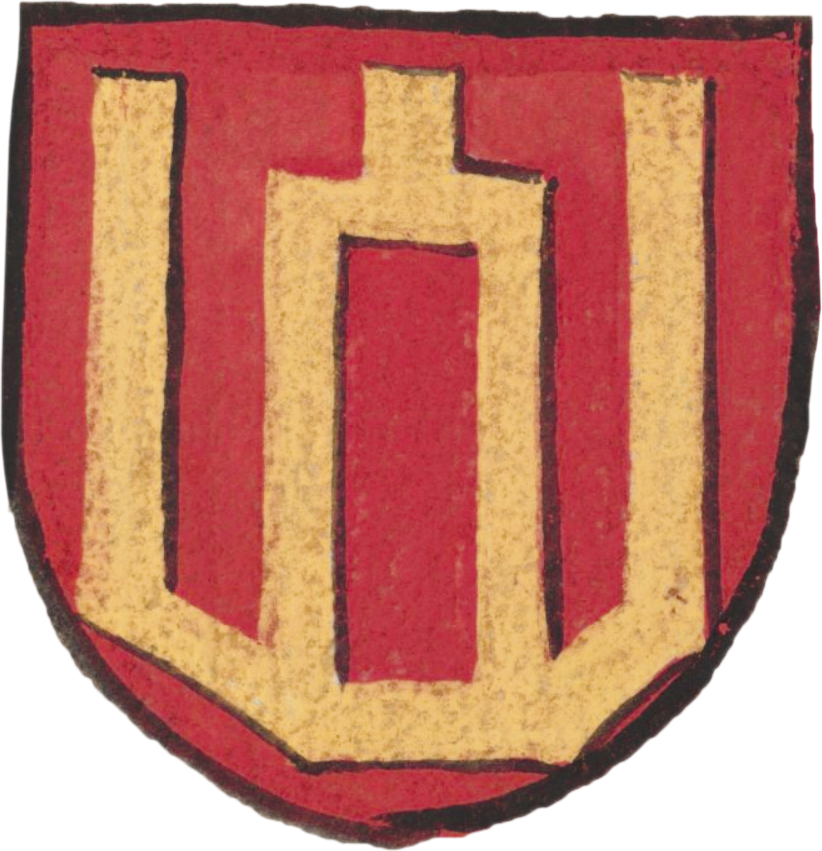
Герб «Колюмни» з гербовника Armorial Lyncenich, бл. 1435 р.
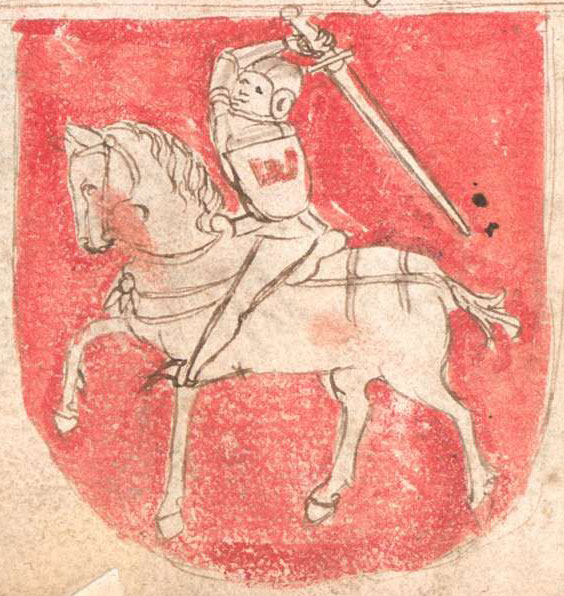
Вернігеродер Ваппенбух, 1475 рік
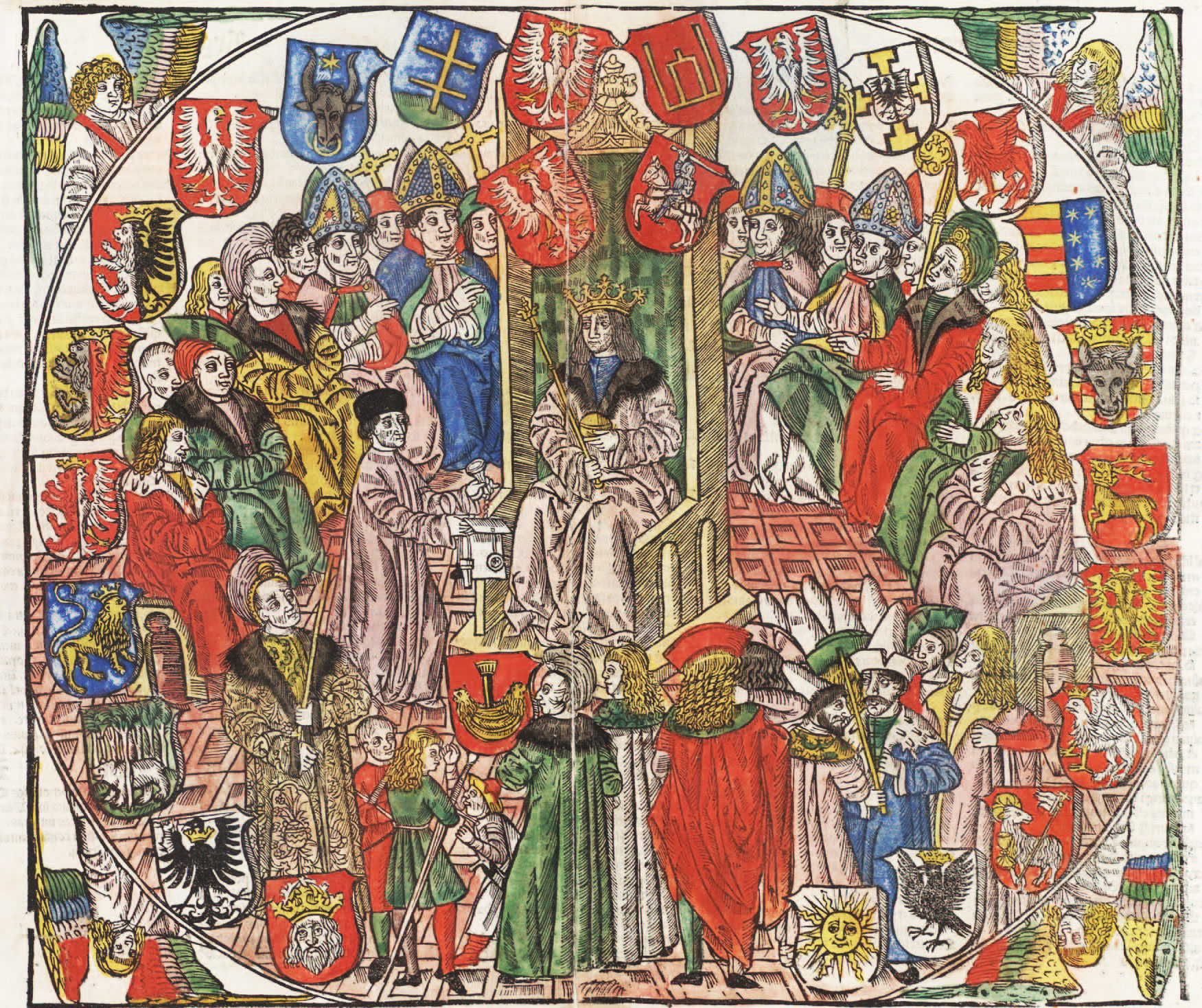
Олександр Ягеллончик в оточенні сенаторів та земельних посланців, картка зі статуту Яна Ласького, 1506 р.
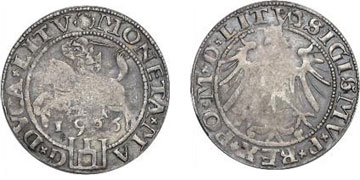
Литовська копійка, 1536 рік
«Печатка Полотцька» на великій печаткі Івана IV Грозного. XVI століття
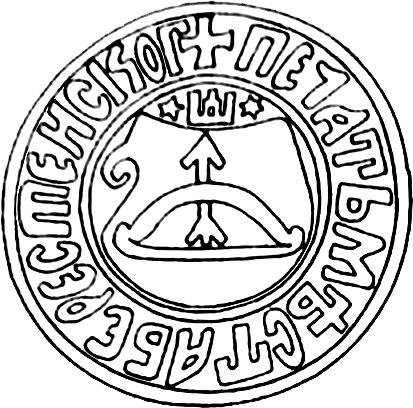
Печатка міста Берестя, 1543–1596 рр.
Прапор з Колюмнами видно на картині Яна Матейка "Битва під Ґрюнвальдом", 1878 р.
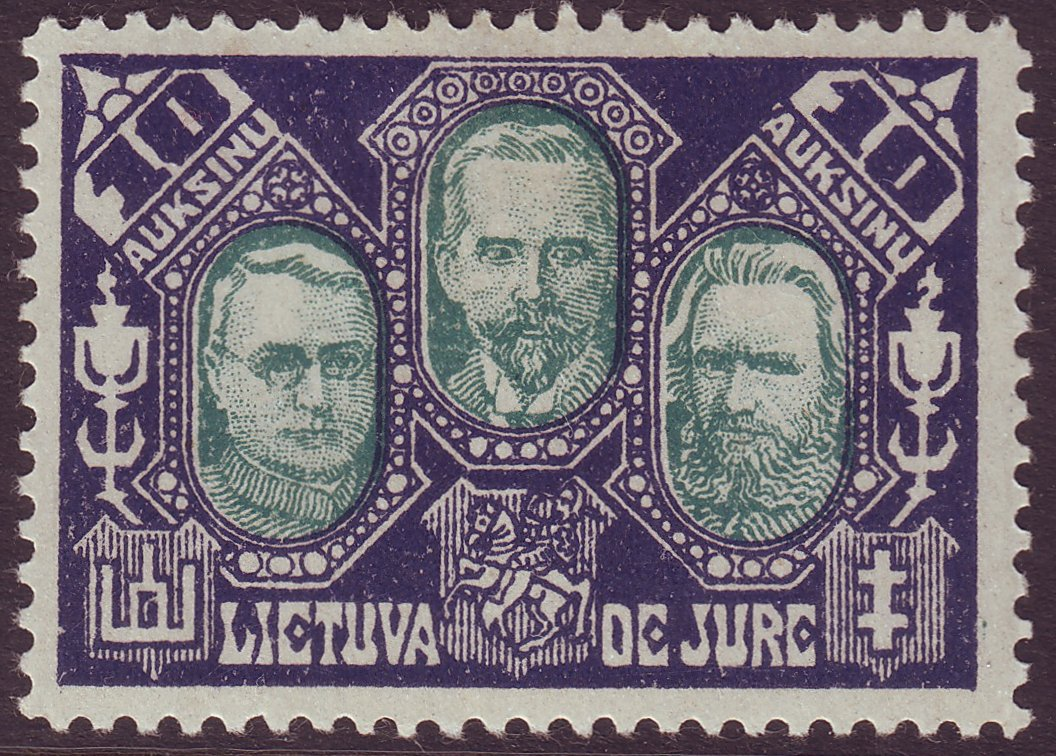
Поштова марка з портретами Стаугайтіса, Сметони та Шилінга, 27 вересня 1922 року
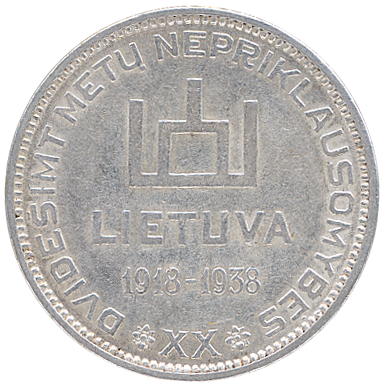
10 літів, 1938 рік
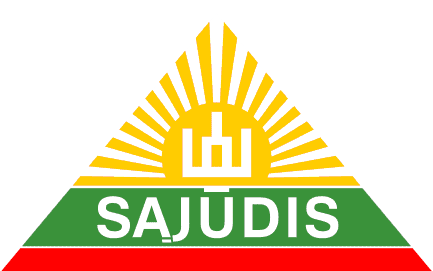
Емблема Саюдіс, 1988 рік
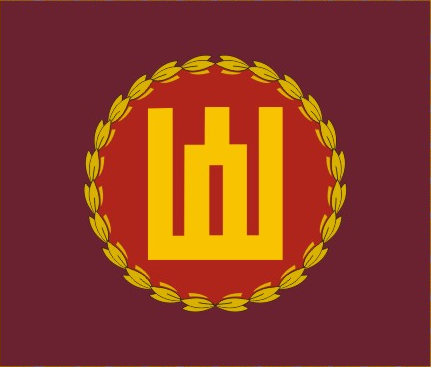
Прапор Збройних сил Литви
Герб Збройних сил Литви
Герб Сухопутних військ Литви
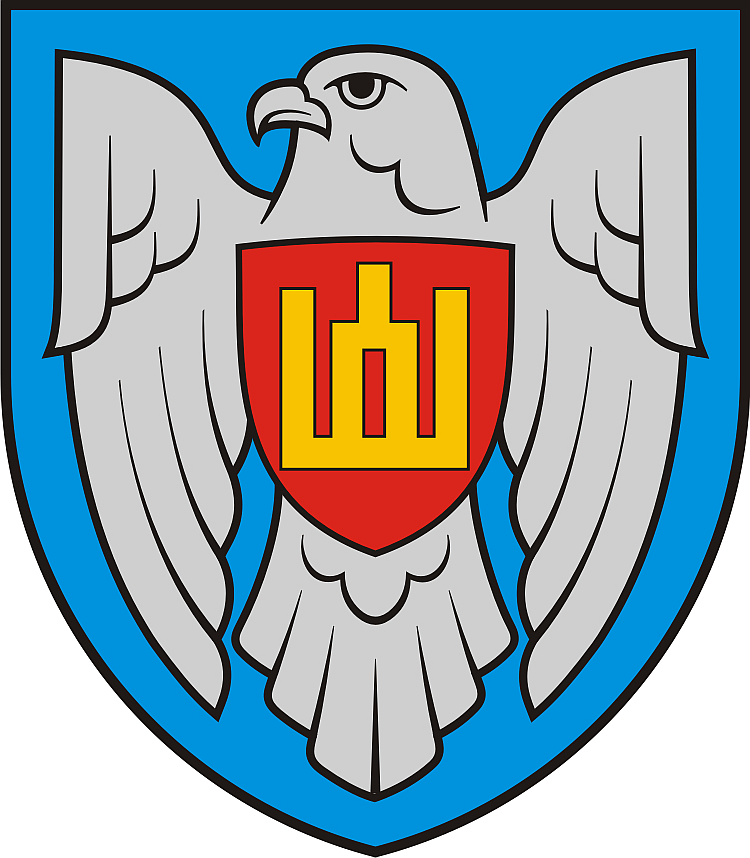
Герб Повітряних сил Литви
Герб Військово-морських сил Литви
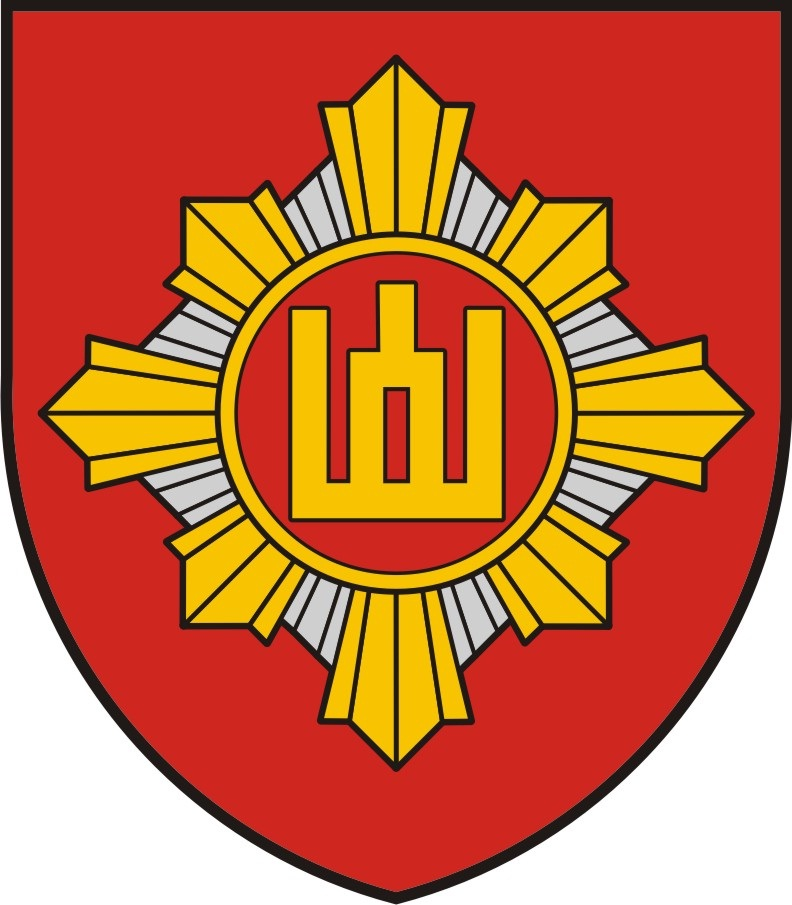
Герб Литовської військової поліції
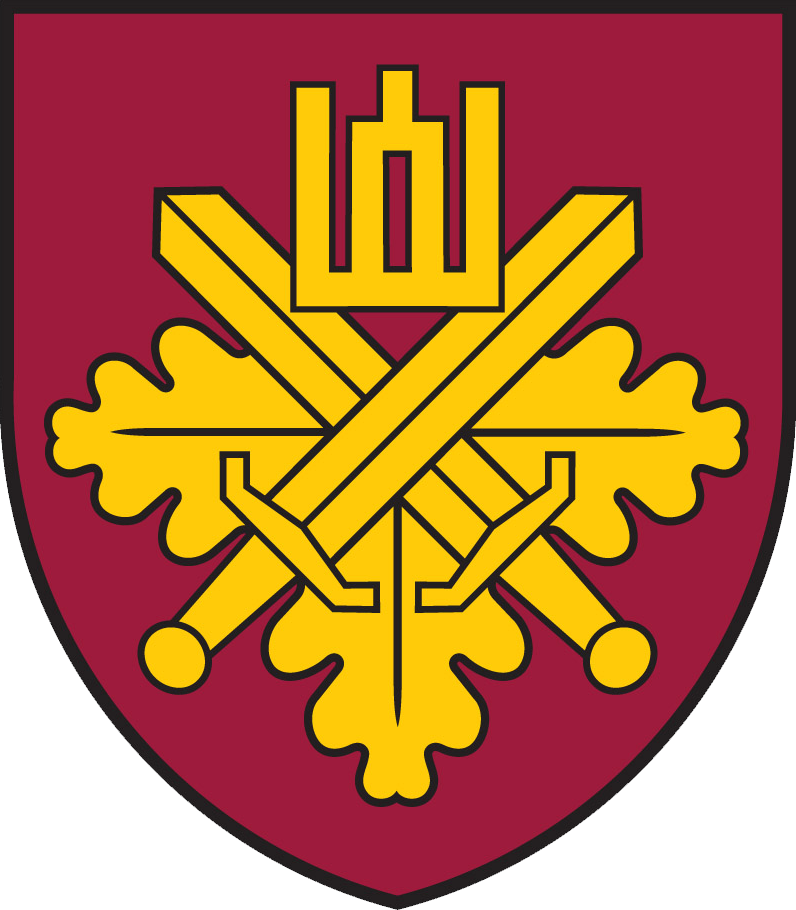
Герб Добровольчих сил національної оборони Литви
Герб Тракайського району
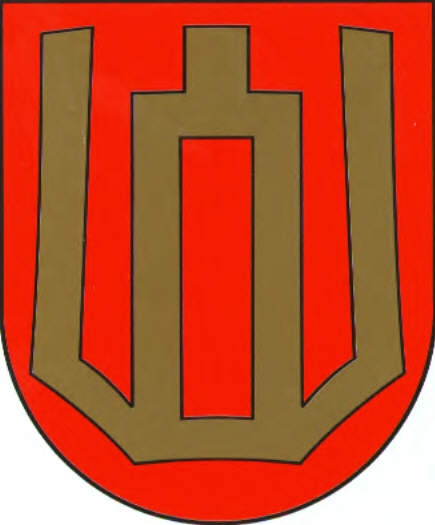
Герб Старих Трок[джерело?]
Герб селища Брагін у Білорусії
Білоруський прапор з Колюмнами
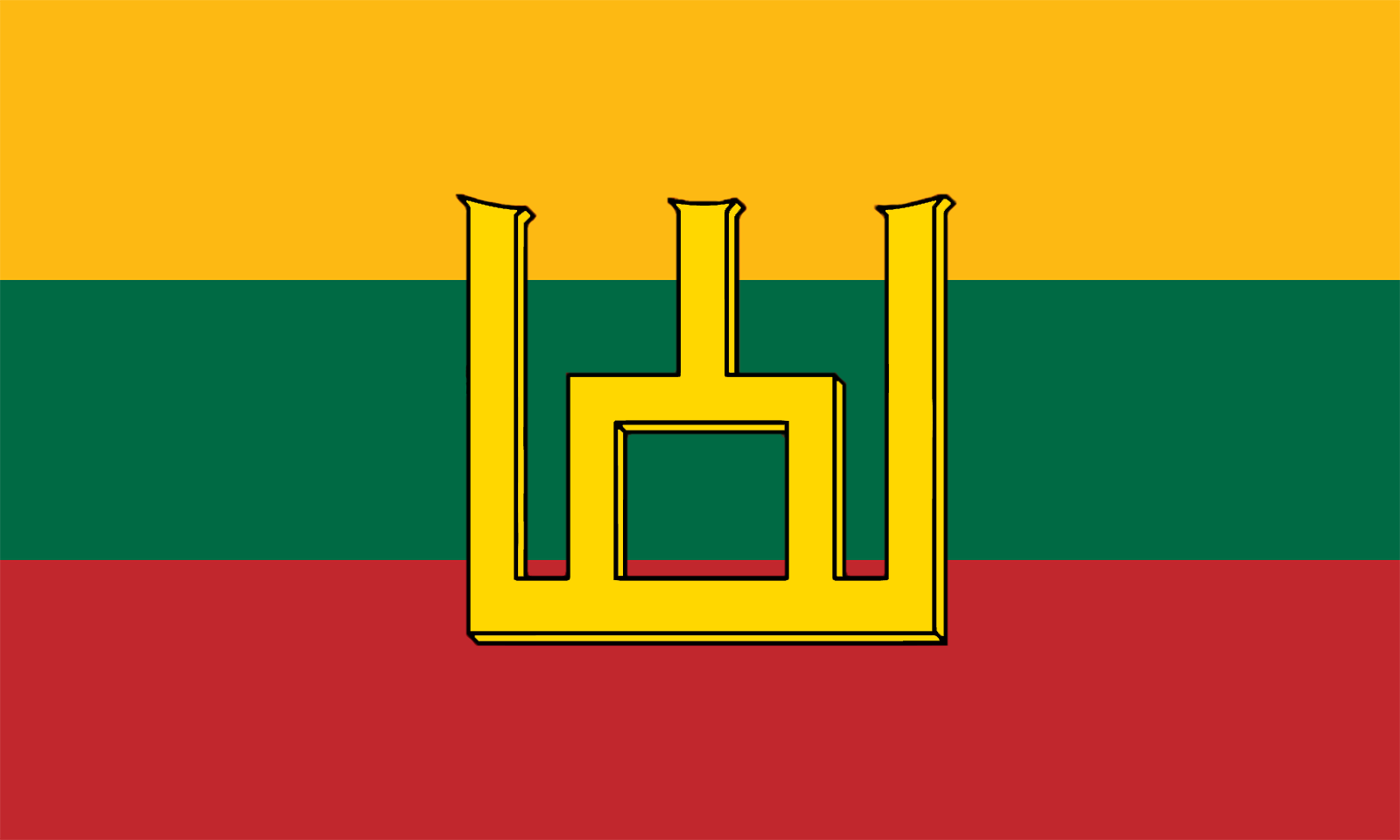
Литовський прапор з Колюмнами
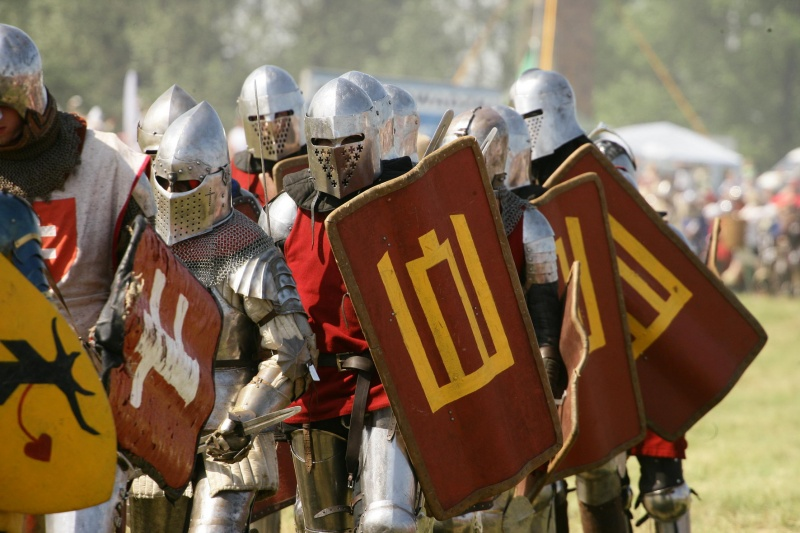
Імітація бою
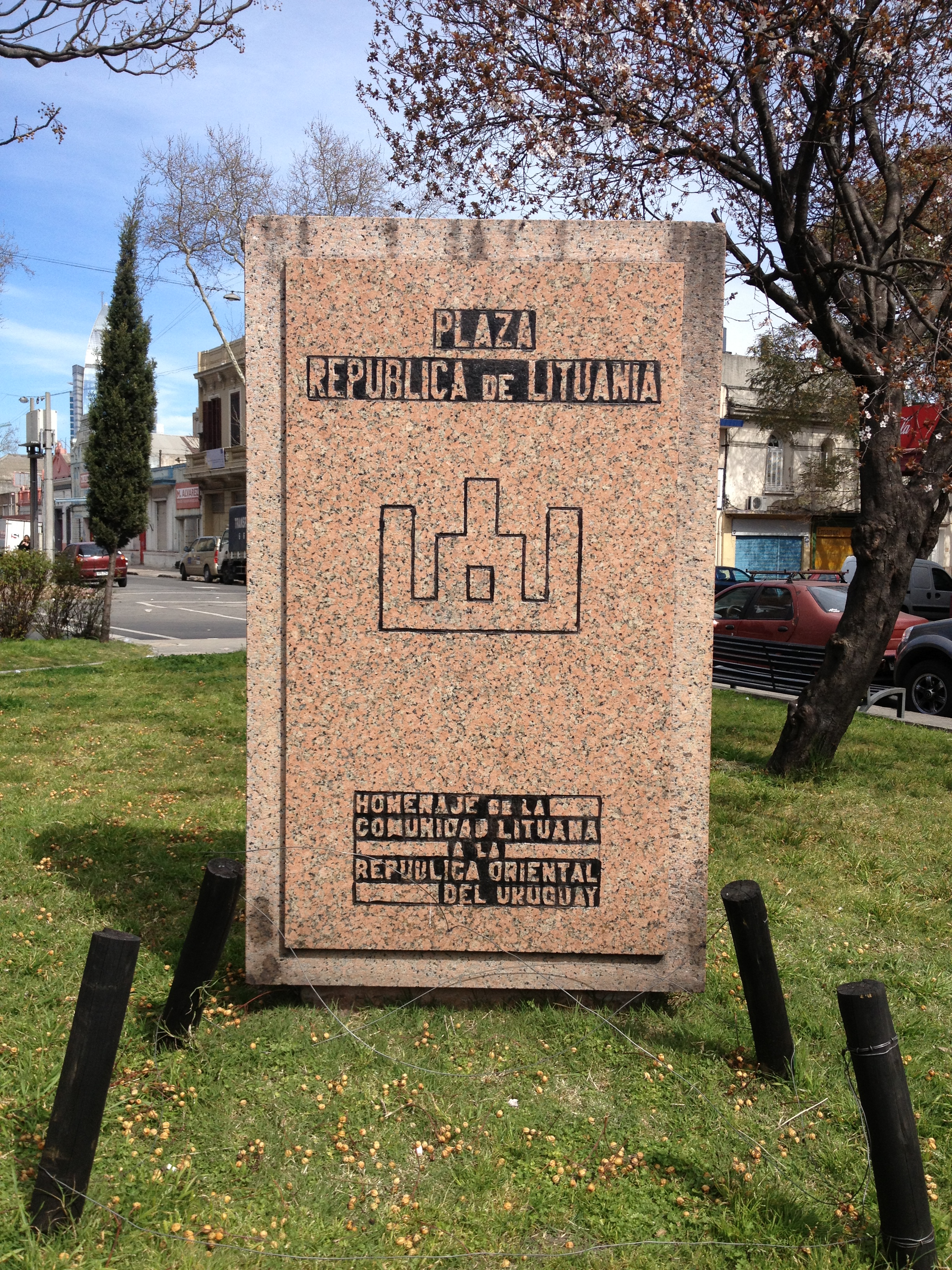
Пам'ятник в Уругваї
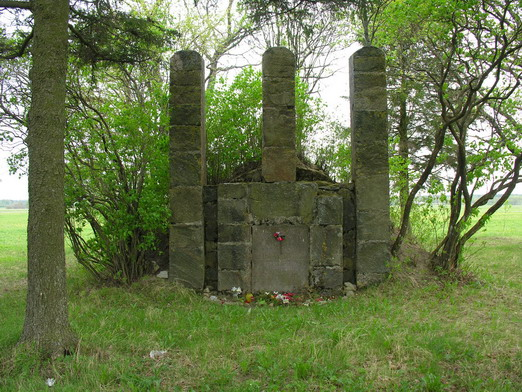
Надгробний камінь у Бугеняї
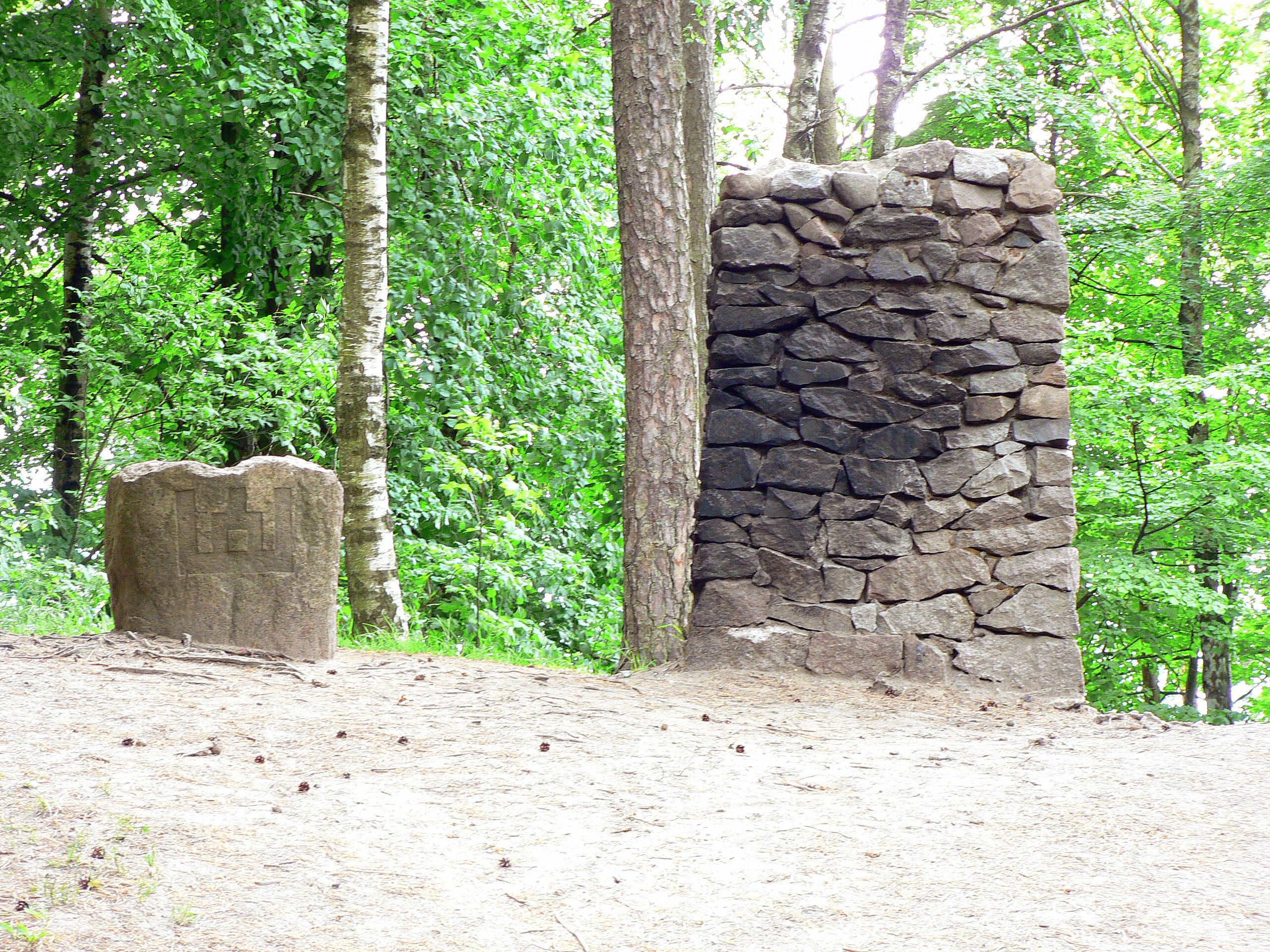
На горі Рамбинас
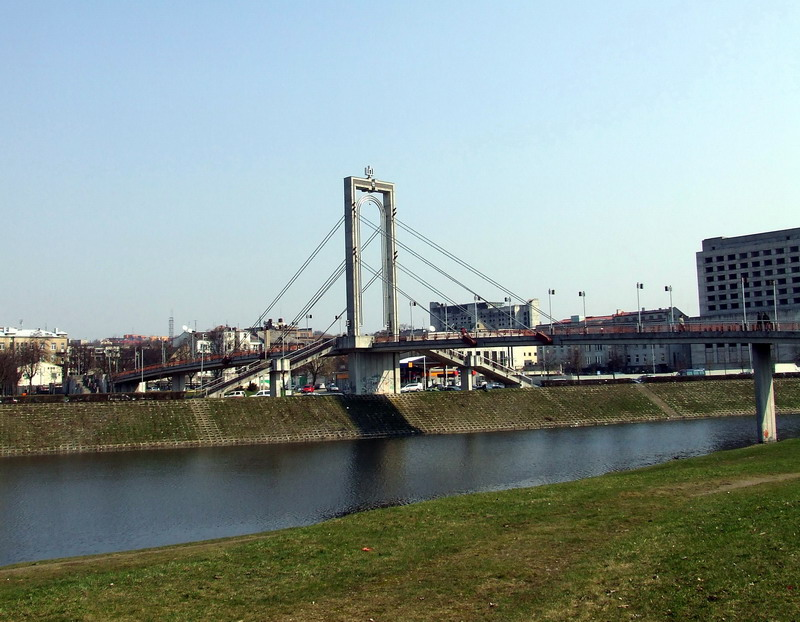
На горі міста Каунас
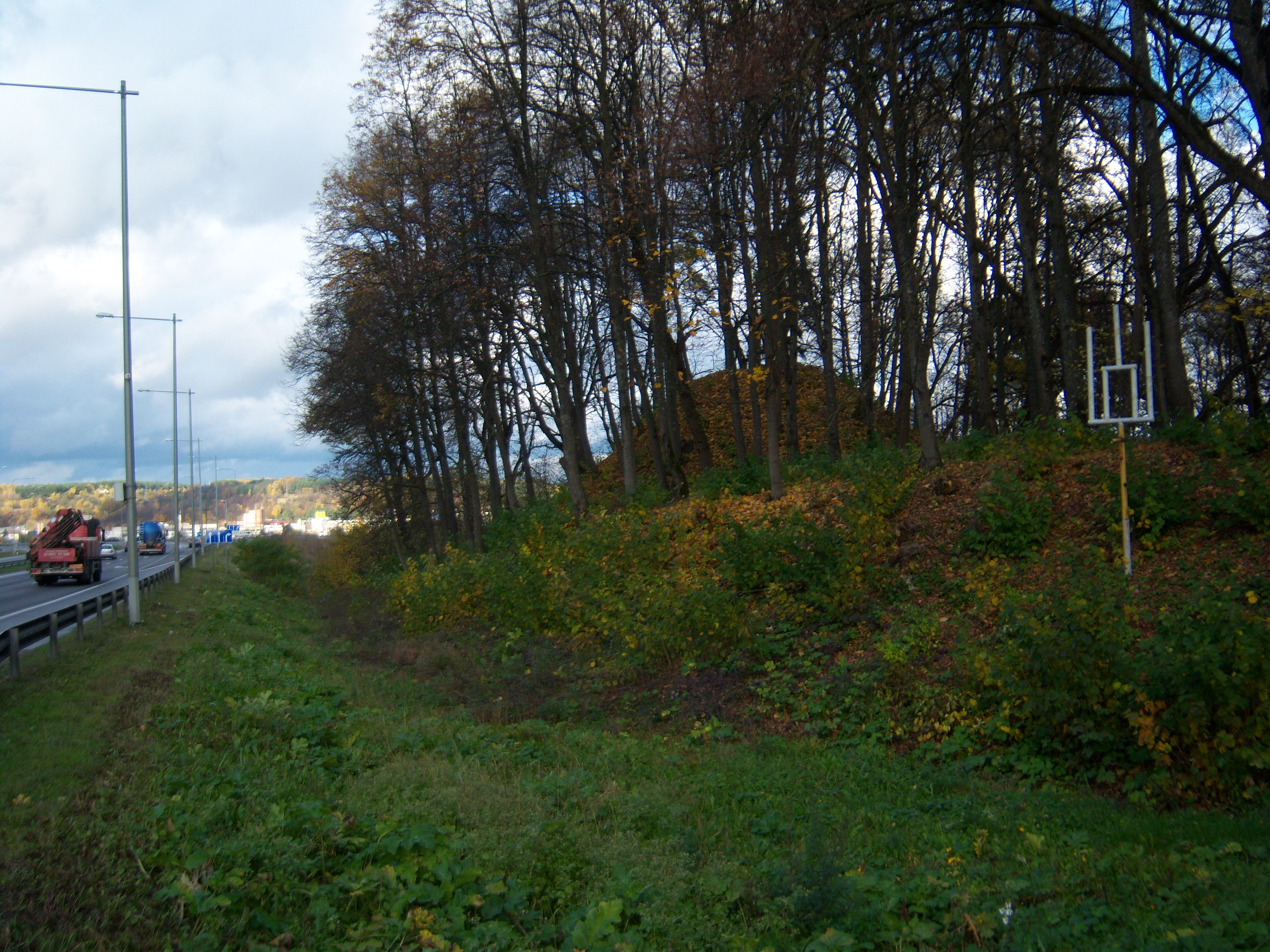
На кургані Марвеле
Білоруський прапор з колюмнами у формі тризуба білоруської діаспори в Україні, який також використовує полк імені Кастуся Калиновського[4][5]
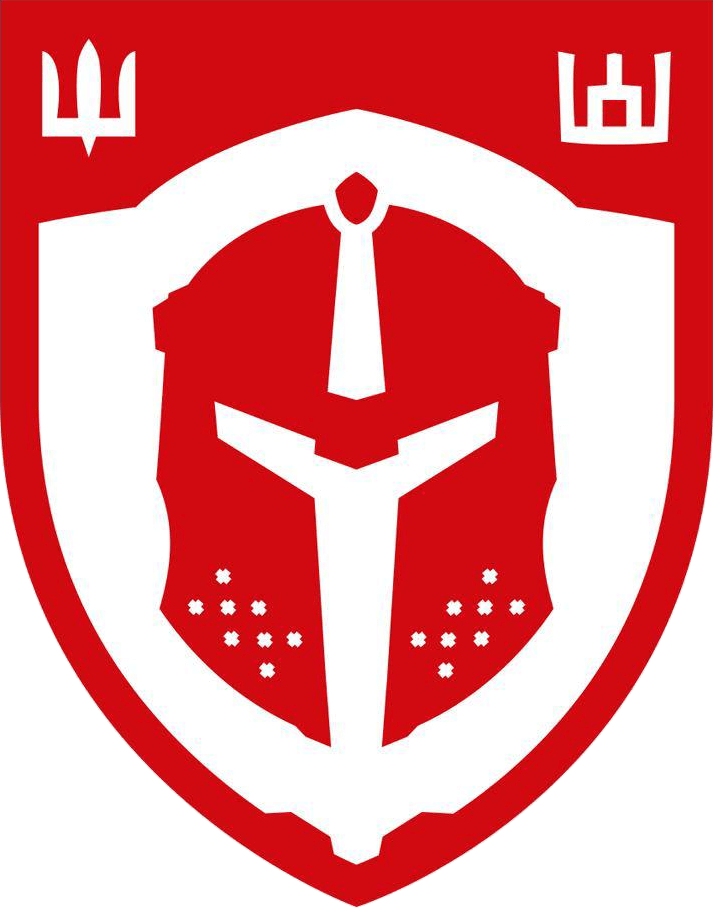
Нарукавний знак полку «Погоня»
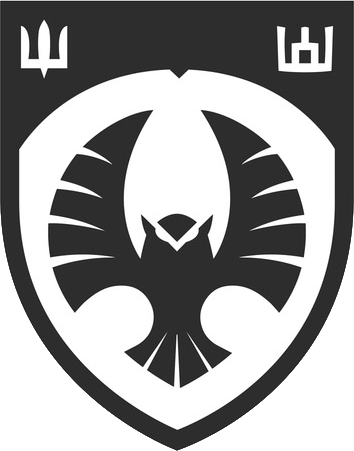
Нарукавний знак 1-ї окремої десантно-штурмової роти